# عبد السلام جسوس
أبو محمد عبد السلام بن أحمد جسوس الفاسي ( - 1709 م في فاس) هو عالم مغربي وفقيه مالكي من مدينة فاس.

## شيوخه
أخذ العلم عن الشيخ عبد القادر الفاسي وولديه، وعن الشيخ ميارة الأكبر، وأبي علي اليوسي، وأبي العباس بنالحاج، وأبي عبد الله بردلة، وأبي سالم العياشي. وعن ن الشيخ سلطان المصري في مصر

## مؤلفات
- مرقى الأنام إلى غرف دار السلام
- مرقى الأبرار والأخيار إلى رضى العزيز الغفار
- تمهيد المسالك إلى لألفية مالك.[4]

## محنته في مسألة الحراطين
واجهت المغرب خلال عهد السلطان مولاي إسماعيل (1672-1727) في مدينة فاس قضية "تمليك الحراطين" كأحد أهم التحديات، حيث سعى السلطان لإنشاء جيش قوي ومحترف، شبيه بالإنكشارية العثمانية، يُعرف باسم جيش عبيد البخاري ويكون هو القائد الأعلى، فواجه هذا المشروع معارضة شديدة من علماء عصره، الذين رفضوا شرعنة رِقِّية كل من يحمل اللون الأسود، حتى لو كان حراً، وإجباره على الانضمام إلى هذا الجيش، مما أدى إلى تصاعد الصراع عندما رفض أحد أبرز المعارضين، الفقيه عبد السلام جسوس، التوقيع على الدواوين التي تُقر بِرِقِّية الحراطين، فأدى ذلك إلى مقتله، لتصبح هذه الحادثة رمزاً لصراع أعمق حول السلطة والرق في المغرب خلال تلك الحقبة.

## وفاته
توفي عبد السلام جسوس، مخنوقاً في سجن القلعة بفاس ليلة الخميس، الخامس والعشرين من ربيع الثاني، أو ربيع النبوي، أو منتصفه، عام 1121 هـ. في حين مصدر آخر يذكر أن السلطان عفا عنه سرحه فحين يُذكر أنه قُتل في الشارع.